# Terra Classic
A Terra Classic (korábbi nevén Terra) 2022-es összeomlásáig egyike volt a ma használt, legnagyobb piaci kapitalizációval rendelkező blokkláncoknak. 2018 januárjában hozta létre Daniel Shin és Do Kwon. A Terraform Labs fejlesztette, de a döntéshozatal decentralizáltan, szavazással történt. A Terra projekt fő fókuszában nagy likviditással rendelkező, a gyakorlati életben jól használható algoritmikus stablecoinok szolgáltatása áll, mint az amerikai dollárral ekvivalens USTC, az eurót lekövető EUTC, vagy a koreai vont lekövető KRTC.
A Terra Classic natív coinja a LUNC, mely sajátos mint/burn mechanizmusával biztosítja a Terra hálózaton kereskedett stablecoinok megfelelő árfolyamát.

## Ökoszisztéma

### A hálózat jelentősebb projektjei
A Terra blokklánc legnépszerűbb projektje az Anchor Protocol volt: egy kölcsön platform, mely a kriptópiacon is kiemelkedő, 20%-os éves hozamot nyújtott a Terra hálózat dollár stablecoinjában (USTC) való lekötésekre. Az Anchor protokoll profitját a letétbe helyezett (stakelt) tokenek biztosították, mint például az Ether a SOL vagy az AVAX. A fennmaradó hozamokat rendszeres tőkebevonásokkal pótolták.
A Mirror Protocol szintetikus ingóságokat kezelt, így a blokkláncon kereskedhetővé váltak bizonyos tőzsdei termékek derivatívái, például S&P500 komponens részvények, nemesfémek vagy olaj. A derivatívák árfolyamát orákulumok biztosították.
Az Astroport a Terra blokklánc népszerű decentralizált váltója, mely likviditást nyújtott a hálózaton kereskedett kriptovaluta-párokhoz.
A Chai egy Dél-Koreában és Mongóliában népszerű, többmilliós felhasználói bázissal rendelkező, mobilapplikációhoz kötött kripto tárca volt. A Chai azonnali elszámolást és kedvező díjakat biztosított a kereskedőknek, akik így – a hagyományos pénzügyi rendszer kikerülésével – pénzt takaríthattak meg.

## Működés

### Mint/burn mechanizmus
A Terra Classic blokkláncon lehetőség van az előre meghatározott árfolyam szerint beváltani a tokenizált valutákat. Ha az USTC vagy bármely más tokenizált valuta árfolyama a neki megfelelő fiat pénz árfolyama alá esik (például 1 dollár helyett 98 centet ér), a felhasználóknak lehetősége van élni az arbitrázzsal, és az USTC-jüket 1 dollár értékű LUNC-re beváltani, ezzel profitot szerezve. Hasonlóképp, ha az USTC árfolyama 1 dollár felé emelkedik, 1 dollár értékű LUNC eladásával 1 USTC-t lehet létrehozni ("mintelni"), így az árkülönbözet szintén profit formájában jelentkezik. Ezzel a működéssel a szabad piacon minden fél érdeke, hogy 1 USTC pontosan 1 amerikai dollárt érjen.

### Tranzakciók, tranzakciós díjak
A Terra tranzakcióinak véglegesedése proof-of-stake validálással történik. A felhasználónak lehetősége van LUNC coinokat delegálni a hálózati validátoroknak (köznapi nevén ezt nevezzük stake-elésnek), cserében körülbelül 8-9% -os éves hozamot kapnak LUNC coinban. A validátorok feladata a tranzakciók helyességének, integritásának megállapítása és nyilvános kihirdetése a Terra láncon. Egy okosszerződéses tranzakció átlagosan 25 dollárcentbe, egy natív coin vagy stablecoin váltási tranzakció átlagosan 9 centbe kerül. Ez jelentősen kevesebb, mint a fő kompetitor Ethereum esetében.

## Események
2022 február 9-én partneri kapcsolatot jelentettek be a Terra és a Washington Nationals baseball csapat között. A történelemben először kötött együttműködési megállapodást egy sportegyesület és egy decentralizált autonóm szervezet. Az együttműködés keretében a következő szezontól a Nationals stadionjában elfogadott valuta lesz az UST, valamint az együttműködés kiterjed különféle reklámok kihelyezésére és szponzorációra is (például a VIP szektort infrastrukturálisan megújítják és átnevezik Nationals Club-ról Terra Club-ra). Mindezekért a Terra rendszeres anyagi támogatást nyújt a washingtoni csapatnak.

### A hálózat összeomlása ("LunarCrash")
2022 májusában komolyabb stabilitási problémát jelentett, hogy a dinamikus (csökkenő) Anchor hozamok megszavazásával emberek tömege szedte ki a pénzét az okosszerződésből, valamint ezzel egyidejűleg shortosok támadták a hálózatot, így a LUNA árfolyama egy hét alatt több mint 99%-ot esett, az UST árfolyama pedig jelentősen megingott az 1 dolláros szinttől.
A támadó kezdetben 285 millió dollár értékű UST-t öntött a piacra, majd több nagyobb short pozíciót nyitott a LUNA ellen. A támadó kiléte ismeretlen, egyesek a Blackrock és a Citadel cégeket vélik felelősnek a történtekért, mások az amerikai kormány (közelgő CBDC-bevezetés miatti) ellenérdekeltségére mutogatnak, azonban ezek az elméletek a mai napig nem nyertek megerősítést. A két említett cég közleményben utasította vissza a vádakat.
Az UST árfolyamának kezdeti kilengését a biztonsági tartalékként szolgáló Bitcoin hitelezésével ideiglenesen orvosolták. Ez olyan mértékű beavatkozás volt, hogy jelentősen befolyásolta a Bitcoin árfolyamát is. Az UST 1 dolláros szintjétől való elszakadás nem egyedülálló a Terra történelmében, évekre visszamenőleg többször előfordult, ami korábban is komoly kételyeket vetett fel a hálózat stabilitásával kapcsolatban.
Az események következtében likviditási problémák jelentkeztek egyes decentralizált váltókon, mely tovább nehezítette a LUNA, UST és BTC árfolyamának erősödését. Az UST 1 dolláros pegjét nem sikerült visszaállítani, mivel a fedezetként szolgáltó kriptovaluta tartalékok gyakorlatilag nem elégségesek erre a célra.
Szintén problémát jelentett, hogy a whitepaperrel ellenkezően a Terra hálózat nem tudta biztosítani, hogy a felhasználók bármikor átválthassanak 1 UST-t 1 amerikai dollár értékű LUNA-ra. Ez részben egy konfigurációs hibának (túl alacsony SPF hard limit TerraSwap váltásoknál), részben a Terra Foundation Labs rossz válságkezesének és kommunikációjának köszönhető. Ez egy bizalmi válságot indított el, melynek következtében május 11-én a LUNA árfolyama közel nullára esett, ami a blokkláncprojekt végét jelentheti.
2022 május 14-én Do Kwon a Terra hálózat forkolásának javaslatával állt elő. Az új hard fork segítségével valamilyen mértékben kompenzálni szeretné a korábbi UST és LUNA holdereket, akik bizalmat szavaztak a Terra projektnek, viszont befektetéseik, megtakarításuk részét vagy egészét bebukták. A tervezet még kidolgozás és jóváhagyás alatt van, viszont további kérdéseket vet fel, hogy az új láncon ki és milyen szavazati joggal rendelkezzen. A hírekre a Binance vezérigazgatója azt javasolta, hogy a problémát az újonnan, milliárdszámra létrehozott LUNA coinok elégetésével, nem pedig egy új lánc létrehozásával kellene orvosolni.
2022 május 16-án a LUNA coint átnevezték LUNC-re, a Terra blokkláncot Terra Classic-ra, az UST-t pedig USTC-re, hogy megkülönböztethető legyen az újonnan létrehozott Terra 2.0 blokklánc elnevezéseitől.
2022 szeptemberében nemzetközi elfogatóparancsot adtak ki Do Kwon kézre kerítésére.
2022 október 6-án a dél-koreai hatóságok bejelentették a Terraform Labs alapító Do Kwon útlevelének érvénytelenítését. A dél-koreai külügyminisztérium felszólította Kwont, hogy október 19-ig adja vissza az útlevelét, különben az okmányt érvénytelenítik. Dél-Korea szeptemberben adott ki körözést Kwon ellen, de az Interpol is körözi a Terra alapítóját, illetve felkerült a szervezet vörös listájára.
2023 novemberi adatok szerint a Terra Classic teljes értékállománya (total value locked) 2 millió dollár alatti, azaz a Terra Classic kvázi használaton kívül van.
2024 március 20-án véglegessé vált, hogy Kwon-t a montenegrói hatóságok Dél-Koreának adják ki.

### A Terra szerepe a Celsius botrányban
A Terra összeomlás direkt következménye volt a Celsius-botrány kirobbanása. 2022 májusának végén egy decentralizált szavazással újra engedélyezték a Terra Classic és más blokkláncok közötti bridgelést. Így újra lehetőség nyílt a hálózaton bennragadt egyéb ingóságok másodlagos piacon történő értékesítésére. A szóban forgó, legjelentősebb ingóság az Anchor Protocol és a Lido Finance validátorainál lekötött ún. Bonded Ethereum (bETH), és a Staked Ethereum (stETH). Mindkét asset mögött az Ethereum láncon zárolt etherek voltak fedezetként. A bridgelési lehetőség hirtelen eladási hullámot gerjesztett, ami a stETH árfolyamát depeggelte (eltérítette) a mögöttes terméktől, az ethertől. Ennek következtében az egyik nagy centralizált kölcsönplatform, a Celsius likviditási problémákba ütközött. A Celsius-on a felhasználók többek között ETH-et tudtak kölcsönadni, a Celsius ezt a Lido Finance-en keresztül stETH-re váltotta, és a hozamok egy részét a felhasználóknak visszaosztotta. A stETH depeggelése miatt a Celsius már nem tudta az ether árfolyamán visszaváltani a derivatívát, csődközeli állapotba került, gyakorlatilag elvesztett 11 milliárd dollárt a felhasználók pénzéből, és a kifizetéseket is befagyasztotta.

## Kritikák
A LUNA coinok tokenomikája jelenleg nem ismert, a projekt kezdetén a tőkebevonás átláthatatlan volt, ezáltal nem lehet egyértelműen beazonosítani a hálózatba korán befektető bálnákat. Ebből fakadóan az sem ismert, hogy mely szereplők milyen mértékű befolyással rendelkeznek a hálózat működésére.
Visszatérő kritika, hogy az Anchor projektet kvázi marketingeszközként használja Do Kwon, a 20%-os hozam nem fenntartható, és azt mesterséges tőkebevonásokkal biztosítja, hogy népszerűsítse a Terra hálózatot.
A jelentősebb Terra váltókon rendszeresek a likviditási problémák, így bizonyos párok váltása időnként nem lehetséges, vagy drága.